# Цзя Сянь
Цзя Сян (贾宪, 1010 — 1070) — китайский математик времен династии Сун.

## Биография
Родился в 1010 году. О его родителях нет сведений. В юности его сделали евнухом и устроили в императорский дворец. Он учился у крупнейшего астронома и математика Чу Яня. Занимался как государственными делами, так и разработкой математических формул. Скончался в 1070 году.

## Математика
Составил два трактата: «Суань фа сяо гу цзы» («Собрание методов счета, переданных из старины», 2 цзюаня) и «Хуан-ди цзючжан суань фасе цао» («Методы счета Хуан-ди в девяти главах с подробными решениями»). Оба потеряны, но если от первого осталось только название, то содержание второго примерно на две трети отражено Ян Хуэем в «Сян цзецзю чжансуань фа» (Подробное разъяснение «Методов счета в девяти разделах») в 1261 году.
Цзя Сянь знал расписание {\displaystyle (a+b)^{n}} и составил треугольную таблицу биномиальных коэффициентов до n = 6 (кайфан цзофа беньюань ту — «изображение коренного утечки действенного метода извлечения корня»), которая в Европе с 1655 известна как треугольник Паскаля, хотя ранее была опубликована немецким математиком Петером Апианом в 1527 году и арабским ал-Каши в 1427 году, а сейчас в Китае называется треугольником Ян Хуэя или Цзя Сяня.
Цзя Сян получал очередной коэффициент в треугольнике суммированием двух предыдущих и, используя эту фигуру, первым предложил аддитивно-мультипликативный метод извлечения корня (Цзенчен кайфан фа). Он обобщил метод извлечения квадратных и кубических корней n-й степени, при n>3, а затем перенес его на нахождение корней многочлена произвольной степени. Метод Цзя Сяня близок к современному методу Руффини-Горнера, который независимо друг от друга разработали итальянцем Паоло Руффини и англичанин Уильям Джордж Горнер.